# Georges Anderla
Georges Anderla (* 27. März 1921 in Prag als Jiři Anderla; † 26. April 2005 in Antibes) war ein französischer Wirtschaftswissenschaftler und Statistiker.

## Leben und Wirken
Georges Anderla graduierte an der Columbia University New York zum M.A. und promovierte zum Ph.D. In den 1970er und 1980er Jahren lehrte er als Professor am Institut für Politische Studien der Sorbonne Paris und an den Universitäten Prag und Aix-en-Provence. Außerdem arbeitete er für staatliche Organisationen wie die OECD und war Direktor für Informations-Management beim Generaldirektorat der Kommission der Europäischen Gemeinschaft in Luxemburg.
Anderla untersuchte in den 1970er Jahren während seiner Tätigkeit für die OECD, in welchem Tempo sich das Wissen der Menschheit entwickelt. Seine Ergebnisse stellte er 1974 in seiner Arbeit The growth of scientific and technical information. A challenge dar. Er folgerte, dass sich das Wissen aus dem Jahre 1 bis zum Jahr 1500 etwa verdoppelt hatte. Weitere Verdoppelungen fanden nach Anderlas Modell statt bis zum Jahr 1750 (also nach 250 Jahren) und bis 1900 (nach weiteren 150 Jahren). Nach späteren Untersuchungen Anderlas gab es weitere Wissensverdoppelungen bis 1950 (nach 50 Jahren), 1960 (nach 10 Jahren), 1967 (nach 7 Jahren) und 1973 (nach 6 Jahren). Demzufolge wäre das Wissen der Menschheit im Jahre 1973 etwa 128 Mal größer als im Jahr 1.
Die Untersuchungen von Anderla wurden von mehreren Wissenschaftlern aufgegriffen und weitergeführt. Nach Aussagen des Wissenschaftsphilosophen Robert Anton Wilson verdoppelte sich in den 1990er Jahren das Wissen alle achtzehn Monate.

## Schriften
Bücher
- Trends and prospects of Latin-American tourism. Intern. Inst. of Scientific Travel Res., Genf 1953.
- Tendences et perspectives du tourisme latino-americain vers l'Europe. Inst. Intern. de Recherches sur le Tourisme, Genf 1953.
- mit René Hardy: Grand atlas de la France. Sélection du Readers digest, Paris 1970.
- Information in 1985. A forecasting study of information needs and resources. OECD, Paris 1973, ISBN 92-64-11093-3.
- mit Georgette Schmidt-Anderla: Dictionnaire des Affaires. Anglais – Français. Français – Anglais. Delmas, Paris 1979, ISBN 2-7034-0153-1.
- mit Anthony Dunning: Computer strategies 1990–9. Technologies, Costs, Markets. Wiley, Chichester 1987.
- mit Anthony Dunning, Simon Forge: Chaotics. An agenda for business and society in the 21st century. Praeger, Westport, Conn. 1997, ISBN 0-275-95691-1.
- mit Anthony Dunning: The age of asymmetry and paradox. Essays in comparative economics and sociology. Athena, London 2007, ISBN 978-1-84401-495-8.

Artikel
- La balance des paiements, les invisibles et le compte voyages. Études methodologiques. Univ. d'Aix-Marseille, Aix-en-Provence 1971.
- The growth of scientific and technical information. A challenge. In: Information. Science Assoc.** 3. New York, NY, 1974, 3, S. 1–56.
- Vorstellungen der Europäischen Gemeinschaften über die Verwirklichung eines Informationsnetzes in Europa (EURONET). In: Nachrichten für Dokumentation. Hoppenstedt, Darmstadt 1975, 6, ISSN 0027-7436, S. 221–226.
- Euronet und die Wandlungen auf der europäischen Informationsszene. In: Zweiter Europäischer Kongreß über Dokumentationssysteme und -netze. Verl. Dokumentation, München 1976, ISBN 3-7940-5163-7, S. 79–94.
- mit J. H. Petrie: The international data market. A background report. In: Transborder data flows. North-Holland, Amsterdam 1985, ISBN 0-444-87700-2, S. 259–318.
- La problématique de l'Europe de l'information. In: Bulletin des bibliothèques de France. Ecole, Villeurbanne 1988, 1/2, ISSN 0006-2006, S. 10–19.